# Tommy Redmond Hicks
Tommy Redmond Hicks (Tokio, 31 de mayo de 1962) es un actor de cine y televisión estadounidense, reconocido principalmente por su participación en la película de Spike Lee She's Gotta Have It de 1986. Otras de sus actuaciones notables en cine incluyen las películas Meteor Man, The Annihilation of Fish, Fatal Instinct y Against the Grain. Ha registrado apariciones en series de televisión como Seinfeld, Las crónicas de Sarah Connor, Watching Ellie y Chicago Hope.

## Filmografía

### Cine y televisión
- 2018 - Smoke & Mirrors
- 2010 - Water for Power
- 2008 - Terminator: Las crónicas de Sarah Connor
- 2008 - Against the Grain
- 2006 - Jacob's Trouble
- 2003 - Martin Scorsese presents: The Blues
- 2003 - Watching Ellie
- 2003 - Nat Turner: A Troublesome Property
- 2003 - Two Days
- 2001 - Charmed
- 2001 - The Confidence Man
- 2000 - Candidato para todo
- 1999 - The Annihilation of Fish
- 1997 - Men Behaving Badly
- 1996 - Seinfeld
- 1996 - The Parent Hood
- 1994 - Chicago Hope
- 1994 - La placa de hielo
- 1994 - Martin
- 1993 - Meteor Man
- 1993 - Quick
- 1992 - Fatal Instinct
- 1992 - La ley de Los Ángeles
- 1991 - Engaño
- 1991 - The Five Heartbeats
- 1991 - Daughters of the Dust
- 1987 - CBS Summer Playhouse
- 1986 - She's Gotta Have It
- 1983 - Joe's Bed-Stuy Barbershop: We Cut Heads
- 1981 - Death of a Prophet